# Parata (Francia)
Parata (in corso A Parata) è un comune francese di 32 abitanti situato nel dipartimento dell'Alta Corsica nella regione della Corsica.

## Società

### Evoluzione demografica
Abitanti censiti